# 김진웅 (1992년)
김진웅(1992년 2월 6일 ~ )은 KBO 리그 전 넥센 히어로즈의 내야수이다.